# Szkarłatny płatek i biały
Szkarłatny płatek i biały (ang. The Crimson Petal and the White) – powieść obyczajowa australijskiego autora Michela Fabera wydana w 2002 roku, wydana w Polsce po raz pierwszy w  2006 r.

## Pochodzenie tytułu i motto powieści
Tytuł pochodzi z fragmentu wiersza Now sleeps the crimson petal autorstwa Alfreda Tennysona z 1847 roku. Rozpoczyna się on słowami Now sleeps the crimson petal, now the white (pl. Teraz zasypia płatek szkarłatny, teraz biały).
Motto powieści stanowi fragment wiersza The Girls that are Wanted autorstwa Johna Hamiltona Graya z około 1880 roku. Jest ono przedstawione na pierwszych kartach książki.

## Fabuła i czas akcji
Akcja powieści rozgrywa się w latach 1874–1876 w wiktoriańskim Londynie, choć narrator powieści jest postacią współczesną. William Rackham, natchniony przez swych niemoralnych przyjaciół, odnajduje dom publiczny pani Castaway. Tu mieszka 18-letnia prostytutka Sugar szeroko rozsławiona jako ta, która potrafi zadowolić dosłownie każdego mężczyznę. Rackham zakochuje się w Sugar i postanawia płacić jej tyle, by nie musiała już więcej uprawiać prostytucji i mogła oddawać się wyłącznie jemu samemu.
Prywatnie William Rackham jest dziedzicem fortuny swojego ojca, założyciela Rackham Perfumeries. Wkrótce ma przejąć schedę po ojcu, co ma pomóc mu w jego problemach finansowych. Jego żona Agnes cierpi na chorobę umysłową i od wielu miesięcy nie wychodzi z domu. Często się z nią kłóci.
Z biegiem czasu Sugar chce coraz to bardziej wykorzystać swoją sytuację, nie chce już mieszkać w dzielnicy ubóstwa. To zmusza Williama do podjęcia trudnych decyzji. Sugar, wraz ze swoim losem i przemyśleniami, stanowią drugi główny wątek powieści. Pomimo że żyje w dzielnicy biedoty i utrzymuje się z prostytucji, okazuje się być wyjątkowo inteligentną, oczytaną a nawet przebiegłą kobietą, uparcie dążącą do swych celów.
Innym wątkiem akcji powieści są losy brata Williama, Henry'ego. Szykuje się on do podjęcia kariery duchownego, acz jednocześnie odczuwa silną cielesną żądzę. Odwiedza mroczne ulice Londynu by rozmawiać z prostytutkami, podkochuje się w swojej przyjaciółce, pani Fox. To doprowadza go do kryzysu wiary.
Powieść ukazuje przede wszystkim najpodlejsze aspekty życia XIX-wiecznego Londynu. Są to obskurne puby, gdzie przesiadują przepracowani robotnicy fabryczni, którzy mają w zwyczaju bić swoje żony. Prostytutki uliczne i te zamieszkałe w domach rozpusty. Powszechna nędza, żebractwo, kradzież, zaraza, morderstwa a nawet dzieciobójstwa są codziennością dzielnicy Saint Giles. Autor skupił się nade wszystko na kobietach uprawiających profesję prostytutki. Obecne są też wyraźne wątki religijne. Mimo to nie brak w niej również opisu przyjemniejszych części Londynu, takich jak willowa dzielnica Notting Hill.

## Bohaterowie

### Pierwszoplanowi
- William "Bill" Rackham - główny bohater powieści. Drugi syn Henry'ego Rackhama i spadkobierca jego fortuny, następca ojca na stanowisku dyrektora Rackham Perfumeries. Mąż Agnes, z którą ma dziecko Sophie. Nie kocha swojej żony i z początku powieści odbiera ją jako ciążący mu niepotrzebny obowiązek. Podpisał umowę z Sugar i Panią Castaway, na mocy której ta pierwsza jest jego stałą i jedyną klientką.
- Sugar - główna bohaterka powieści, prostytutka pracująca i zamieszkała w domu publicznym pani Castaway. Jest córką właścicielki domu. Na początku powieści liczy sobie 18 lat (ur. 1856), świadczy usługi seksualne od 13. roku życia. Jest osobą bardzo oczytaną i inteligentną, umie rozmawiać na bardzo wiele tematów. Jako prostytutka słynęła z tego, iż nie miała oporów przed spełnieniem żadnej zachcianki swojego klienta. W tajemnicy przed wszystkimi pisze własną powieść, która chce w przyszłości wydać. Przyjaźni się z inną prostytutką, Caroline. Gdy zostaje kochanką Williama, wprowadza się do własnego mieszkania, które ten jej funduje. Następnie zostaje guwernantką małej Sophie i zamieszkuje bezpośrednio w domu państwa Rackham.
- Agnes Rackham - chora psychicznie żona Williama, matka Sophie. Liczy sobie 23 lata (ur. 1851). Została wychowana przez ojczyma, lorda Unwina. Ojciec zostawia ją i jej matkę, gdy ma 10 lat. Do tego momentu nazywa się Pigott. Gdy jej matka wychodzi za lorda Unwina, przyjmuje nazwisko ojczyma. Violetta Pigott umiera w 1867 roku. Nęka się m.in. z nerwicą oraz paranoją. Od miesięcy boi się wyjść z domu, w snach zaś ma wizje aniołów. W maju, w czasie tzw. Sezonu pragnie pokazać się w Londynie jako bogata gospodyni w pełni sił, co motywuje ją do zwalczania choroby a także uniezależnienia się od woli męża. Uważa, iż doznaje przeżyć mistycznych. Ucieka z domu w 1875 roku. Policja odnajduje wkrótce ciało topielki, którą William identyfikuje jako swoją żonę, choć autor powieści nie potwierdza tego jednoznacznie.
- Henry Rackham Jr. - brat głównego bohatera. Chce zostać księdzem, choć równocześnie odczuwa silne żądze cielesne, m.in. wobec swej najlepszej przyjaciółki pani Fox czy ubogich prostytutek, z którymi rozmawia na ulicach. W młodości to właśnie on miał zastąpić ojca jako dyrektor Rackham Perfumeries jako syn pieworodny. Posiada kotkę o wymownym imieniu Puss. Ginie w 1875 roku w pożarze we własnym mieszkaniu.

### Drugoplanowi
- Emmeline Fox - wdowa po Bertym Fox i przyjaciółka Henry'ego Rackhama. Jest osobą głęboko wierzącą i świetnie oczytaną w Biblii. Pracuje jako wolontariuszka w lokalnym Towarzystwie Ocalenia Kobiet, które ma na celu nieść pomoc i oświecać najuobższą ludność miasta, w tym prostytutki. Córka Doktora Curlewa. Cierpiała na suchoty, z których cudownie ozdrowiała.
- Henry Calder Rackham Sr. - ojciec Williama i Henry'ego Juniora, założyciel i twórca potęgi Rackham Perfumeries. Mimo zawodowych sukcesów, jego życie prywatne nie układało się nigdy zbyt dobrze. Żona od niego odeszła, nie miał też dobrych kontaktów z synami.
- Philip Bodley i Edward Ashwell - para przyjaciół, których cechuje lubieżne poczucie humoru i zamiłowanie do alkoholu jak i prostytutek. Zajmują się publicystyką, ale żadna z ich pozycji nie osiągnęła komercyjnego sukcesu. Przyjaciele Williama Rackhama jeszcze z czasów dzieciństwa, dawniej też przyjaźnili się z Henrym Juniorem. W 1876 roku otwierają własne wydawnictwo.
- Doktor James Curlew - lekarz, specjalista od chorób psychicznych, leczy m.in. Agnes Rackham. Jego leczenie tylko pogarsza stan zdrowia chorej, a jego praktyki są odbierane przez nią jako molestowanie seksualne. Ojciec Emmeline Fox, po którym odziedziczyła swą pociągłą twarz.
- Sophie Rackham - córka Williama i Agnes, postać drugoplanowana powieści. 5-letnie (ur. 1869) dziecko, bardzo nieśmiałe i przyzwyczajone do ukrywania w domu własnych emocji. Pod wpływem nauk Sugar nabiera zaufania do ludzi jak i świata.
- Caroline - prostytutka pracująca w domu pani Leek, żony pułkownika. Odnaleziona przez Henry'ego Rackhama Jr., odbjaśnia mu tajniki życia w ubogiej dzielnicy Saint Giles. Przyjaźni się z Sugar.
- Clara Tillotson - służąca państwa Rackhamów. Agnes darzy ją sporym zaufaniem.
- Beatrice Cleave - mamka i opiekunka Sophie. Wychowywała ją surowo, nie szczędziła jej nauk odnośnie do problemów, jakie spotkają ją w życiu. Została zastąpiona przez Sugar.
- Letty - niezdarna pokojówka państwa Rackhamów.
- Rose - nowo zatrudniona pokojówka Rackhamów.
- Cheesman - stangret państwa Rackhamów.
- Shears - ogrodnik państwa Rackhamów.
- Lady Constance Bridgelow - przyjaciółka Williama. Agnes nie darzy jej zaufaniem. Wdowa po Albercie z którym ma syna.
- Pani Castaway - właścicielka burdelu, biologiczna matka Sugar. Stara się utrzymywać dobrą renomę swojego domu. Zatrudnia chłopca do pomocy w domu, Christophera. Zmarła pod koniec 1875 roku, a jej dom przejmuje zatrudniana przez nią prostytutka Jennifer.
- Jennifer Pearce - prostytutka pracująca w domu pani Castaway. Po jej śmierci zostaje nową burdelmamą jej domu.
- Katy Lester - prostytutka i przyjaciółka Sugar. Doskonale gra na skrzypcach. Umiera w 1875 roku.
- Amy Howlett - prostytutka pracująca w domu pani Castaway, przyjaźni się z Sugar. Po śmierci swej pracodawczyni zmienia miejsce pracy.
- Lord Unwin - ojczym Agnes i wdowiec po jej matce. We wspomnieniach pasierbicy jawi się jako człowiek o nieznośnym usposobieniu.
- Pułkownik Leek - starzec i inwalida, porusza się na wózku inwalidzkim. Jest emerytowanym pułkownikiem. Jego żona prowadzi dom publiczny przy ulicy Church Lane.